# Мозговыносяшки Морти
«Мозговыносяшки Морти» (англ. Morty’s Mind Blowers) — восьмой эпизод третьего сезона американского мультсериала «Рик и Морти». Сценарий к эпизоду написали: Майк Макмэхан, Джеймс Сичильяно, Райан Ридли, Дэн Гутерман, Джастин Ройланд и Дэн Хармон, а режиссёром выступил Брайан Ньютон.
Премьера эпизода состоялась 17 сентября 2017 года в блоке Adult Swim на Cartoon Network. Эпизод посмотрели около 2,5 миллиона зрителей во время выхода в эфир.

## Сюжет
После того, как Морти просит удалить травмирующее воспоминание, Рик открывает комнату, где хранит ряд воспоминаний, которые он удалил из головы Морти, в том числе о том, как он непреднамеренно довёл невинного человека до самоубийства или как случайно отправил инопланетянина в ад. Однако, выясняется, помимо воспоминаний, которые Морти не хотел удалять, в комнате также есть воспоминания, в которых Рик выглядел глупо, поэтому он принудительно удалил их из Морти. Это вызывает драку, во время которой Рик и Морти случайно стирают все свои воспоминания.
Морти обыскивает воспоминания вокруг себя, чтобы вспомнить то, что было удалено, но не удовлетворившись правдой, которую обнаруживает, убеждает Рика, что они должны убить себя. Саммер входит в комнату за мгновение до самоубийства. Выясняется, что на такую ситуацию у Рика есть план действий на случай непредвиденных обстоятельств. Следуя письменным инструкциям, Саммер возвращает воспоминания Рику и Морти и тащит их в гостиную. Рик и Морти просыпаются на диване, полагая, что проспали много передач «Межвселенского кабельного телевидения».
В сцене после титров Джерри обнаруживает коробку с надписью «Мозговыносяшки Джерри», в которой хранится воспоминание о том, что он случайно виновен в смерти инопланетянина.

## Отзывы
Зак Хэндлен из The A.V. Club дал эпизоду оценку A, высоко оценив уникальность эпизода и тот факт, что он не следует единому линейному сюжету, как премьера сезона «Рикбег из Рикшенка», однако в обзоре также отмечалось, что сериал «загонял себя в угол». Джесси Шедин из IGN оценил эпизод на 7,4/10, назвав его «глубоким погружением во все ужасные приключения, которые Морти так скоро (и действительно) забыл. Результаты были забавными, но в этом эпизоде всё ещё не хватало свежести „Скандалов, Риков и расследований“». Кори Плант из Inverse назвал этот эпизод «развлекательной альтернативой „Межвселенского кабельного 2“, который намного веселее, чем случайное безумие телевидения в альтернативной реальности, но эти истории на самом деле влияют на то, как мы воспринимаем главных героев шоу», также выдвигая теорию, что действие эпизода разворачивается в альтернативной вселенной из остальной части шоу с альтернативной версией Рика и Морти, поскольку эпизод подразумевает, что два персонажа «мигрировали» в новое измерение.
Джо Матар из Den of Geek оценил эпизод на 3,5/5, сравнив и противопоставив эпизод «Межвселенское кабельное 2», заявив, что «каждый набросок не может начинаться с полностью чистого листа. Рик и Морти должны быть в центре всех из них, что, как и отсутствие импровизации делает это намного менее беспроблемным». Стив Грин из IndieWire дал эпизоду оценку B+, заявив, что «для сериала, который восхищает своей визуальной изобретательностью, трудно полагать, что это был первый раз, когда „Рик и Морти“ рискнули войти в зону Маурица Корнелиса Эшера, едва избежав архитектурной ловушки логической головоломки с неповреждёнными телами и разумом».